# Pablo Puente Buces
Pablo Puente Buces   (Colindres, 16 de juny de 1931 - Madrid, 4 de desembre de 2022) fou un religiós i diplomàtic espanyol, nunci apostòlic de la Santa Seu de 1980 a 2004.

## Biografia
El 1952 es va llicenciar en filosofia i en 1956 en teologia a la Universitat Pontifícia de Comillas, on es va ordenar sacerdot aquest darrer any. Després marxà a Roma on el 1960 va ingressar a l'Acadèmia Diplomàtica de la Santa Seu i el 1962 es doctorà en dret canònic la Pontifícia Universitat Gregoriana. El 1962 ingressà al servei diplomàtic de la Santa Seu i fou destinat successivament a les nunciatures apostòliques Paraguai (1962), República Dominicana i Puerto Rico (1963), Kenya i Tanzània (1968). En 1970 fou nomenat cap de la Secció de Llengua Espanyola de la Secretaria d'Estat de la Santa Seu, en 1973 conseller de la Nunciatura al Líban, en 1977 a la de Iugoslàvia i membre de la Delegació de la Santa Seu per a la Seguretat i Cooperació Europea (Hèlsinki). En 1978 fou cap de la Delegació del Vaticà a la Conferència Minespol-II, de la UNESCO.
El 18 de març de 1980 Joan Pau II el va nomenar nunci apostòlic a Indonèsia i arquebisbe titular de Macri. Fou consagrar pel cardenal prefecte de la Congregació per a l'Evangelització dels Pobles Agnelo Cardenal Rossi. El 15 de març de 1986 fou nomenat pro-nunci apostòlic a Cap Verd i el Senegal i delegat apostòlic a Guinea Bissau i Mauritània, i en maig de 1986 pro-nunci apostòlic a Mali. El 31 de juliol de 1989 fou destinat com a nunci apostòlic al Líban i el 25 de maig de 1993 a Kuwait. El 31 de juliol de 1997 fou nomenat nunci apostòlic a la Gran Bretanya, càrrec que va ocupar fins que es va retirar el 23 d'octubre de 2004.